# الجبهة الشعبية القمرية
الجبهة الشعبية القمرية (بالفرنسية: Front Popular Comorien)‏ كان حزبًا سياسيًا في جزر القمر.

## التاريخ
رشح الحزب محمد حسن علي لانتخابات عام 1990 الرئاسية. واحتل المركز السابع من بين ثمانية مرشحين بنسبة 4.6% من الأصوات. حصل الحزب على 2.4% من الأصوات في انتخابات 1992 وفاز بمقعدين. تم الاحتفاظ بالمقعدين في الانتخابات المبكرة في العام التالي.